# Allargament compensatori
En fonologia i lingüística històrica, un allargament compensatori és l'allargament d'un so vocàlic que esdevé a causa de la pèrdua de la consonant següent, generalment en la coda sil·làbica. Algunes exemples:
- En variantes de l'andalús, l'/s/ del plural (zagales) es transforma en una aspiració en un primer pas (zagaleh), i finalment s'allarga la vocal anterior (zagalē), o bé varia la vocal (zagalɚ).
- A l'anglès, durant el temps de Chaucer la paraula night (nit) es pronunciava com /nixt/. Posteriorment la /x/ es va perdre, i la/i/ es va allargar fins a /iː/ per allargament compensatori (després del gran desplaçament vocàlic de l'anglès, la /iː/ es va transformar en /aɪ/).